# پرسی آلن (بازیکن فوتبال)
پرسی آلن (انگلیسی: Percy Allen; ۲ ژوئیهٔ ۱۸۹۵ – ۲۱ اکتبر ۱۹۶۹) بازیکن فوتبال اهل بریتانیا بود.
از باشگاه‌هایی که در آن بازی کرده‌است می‌توان به باشگاه فوتبال لینکولن سیتی، باشگاه فوتبال ویموث، باشگاه فوتبال نورث‌همپتون تاون، و باشگاه فوتبال وستهام یونایتد اشاره کرد.